# 北京市朝阳区人民法院
北京市朝阳区人民法院是中华人民共和国北京市朝阳区的基层人民法院，成立于1952年12月1日，上诉法院为北京市第三中级人民法院。朝阳法院设有八个派出法庭。

## 历史
1952年12月，北京市东郊区人民法院成立。1958年6月，法院改名为北京市朝阳区人民法院。文化大革命开始后砸烂公检法，法院无法正常运转。1968年2月，法院接受军管。1973年8月9日，军管结束，人民法院恢复运作。

## 法庭设置
院本部（朝阳区朝阳公园南路甲2号）设民一庭、民二庭、行政审判庭、综合审判庭、立案庭。民三庭、民五庭设于第二办公区（朝阳区小红门乡龙爪树甲10号）。民四庭位于朝阳区华威北里甲14号。刑事审判庭与温榆河法庭同在朝阳区金盏乡楼梓庄村原乡政府办公楼。
朝阳区人民法院设8个派出法庭。温榆河法庭、酒仙桥法庭（朝阳区将台乡政府西南侧）、南磨房法庭（朝阳区营盘沟路10号）、亚运村法庭（朝阳区西坝河北里39号）、王四营法庭（朝阳区王四营乡王四营村甲3号）、双桥法庭（朝阳区三间房管庄医院胡同北50米）、奥运村法庭（朝阳区八达岭高速和科荟路交会处科荟桥东北角）、望京法庭（朝阳区望和公园北园东侧）。

## 知名案件
- 歌手红豆猥亵七名男童案[3]
- 百度诉3721侵犯著作权和不正当竞争案[4]
- 汤加丽诉张旭龙及吉林美术出版社侵犯肖像权案[5]
- 姜岩死亡博客案（“网络暴力第一案”）[6]
- QQ诉360不正当竞争案[7]
- 2013年首都机场爆炸案[8]
- 中石化女处长非洲牛郎谣言转载案[9]
- 马爱农诉中国妇女出版社抄袭译著《绿山墙的安妮》案[10]
- 秦火火诽谤、寻衅滋事案[11]
- 李代沫容留他人吸毒案[12]
- 立二拆四等非法经营案[13]
- 白百何被诽谤偷窃案[14]
- 尹相杰非法持有毒品案[15]
- 李亚鹏欠债4000万案[16]
- 刘馨予（黄海波嫖娼事件女主角）介绍卖淫案[17]
- 朝阳区大屯路隧道飙车案[18]
- 新浪网诉凤凰网、乐视网非法转播中超联赛案（北京首例体育转播权案）[19]
- 张艺谋诉新画面影业索1500万《三枪拍案惊奇》收益案[20]
- 汪峰诉卓伟、新闻晨报及新浪侵犯名誉权案[21]
- 王宝强诉马蓉离婚案、马蓉诉王宝强名誉权案[22]
- 华融普银案[23]
- 宋喆、修雨乐职务侵占案[24]
- 红黄蓝幼儿园虐童案[25]
- 水滴筹求助人隐瞒资产案（中国首例互联网大病众筹求助案）[26]
- 徐某诉北京首都医科大学附属北京妇产医院侵犯一般人格权案（中国首例单身女性争取冷冻卵子权案）[27]
- 康佰馨大药房售假口罩案[28]
- 朝阳区安定路别车泼咖啡案[29]
- 吴亦凡强奸、聚众淫乱案